# Wettersberg (Alfeld)
Wettersberg ist ein Gemeindeteil der Gemeinde Alfeld im Landkreis Nürnberger Land (Mittelfranken, Bayern). Wettersberg liegt in der Gemarkung Pollanden.

## Geografie
Der Weiler befindet sich an der Kohlleiten (606 m ü. NHN), einer Erhebung der Hersbrucker Alb. Eine Gemeindeverbindungsstraße führt nach Seiboldstetten (0,5 km südlich) bzw. über Molsberg zur Kreisstraße LAU 25 bei Schupf (1,7 km westlich). Eine weitere Gemeindeverbindungsstraße führt nach Gotzenberg (1,8 km nordöstlich).

## Geschichte
Durch die zu Beginn des 19. Jahrhunderts im Königreich Bayern durchgeführten Verwaltungsreformen wurde Wettersberg mit dem zweiten Gemeindeedikt zu einem Bestandteil der Ruralgemeinde Pollanden. Zusammen mit Pollanden wurde Wettersberg im Zuge der Gebietsreform in Bayern am 1. April 1971 in die Gemeinde Alfeld eingegliedert.